# カステレット (コペンハーゲン)
カステレット（デンマーク語: Kastellet）は、デンマークのコペンハーゲンにある城塞で、北欧において最も保存状態のよい要塞のひとつである。星形で構成されており、その角には堡塁がある。かつてはコペンハーゲンを囲んでいた環状塁壁と繋がっていたが、現存するのはクリスティアンズハウンの塁壁のみである。
敷地内には、城塞教会や風車など様々な建築物がある。軍事施設が多くあるが、主に開放された公園や史跡として利用されている。

## 歴史

### 聖アンネの要塞

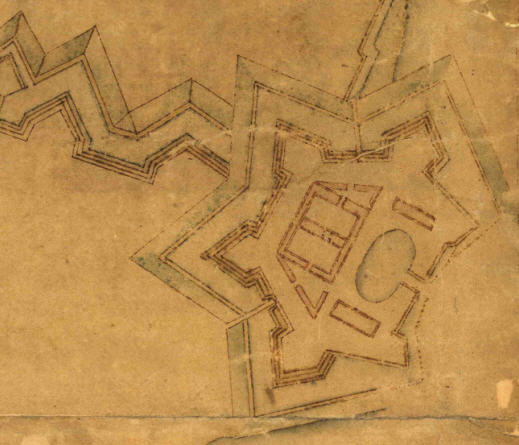
カステレットの図面（1648年）

デンマーク王クリスティアン4世は1626年にカステレットの建造を開始し、街の北部の海岸に聖アンネの要塞（Sankt Annæ Skanse）という前線基地を建てた。この要塞は、シェラン島とアマー島の間の海峡の反対側に築かれたばかりのクリスティアンズハウンの北に建てられたブロックハウスとともに、港の入り口を護っていた。当時の要塞の北側は、現在のヌレポート駅付近までであり、そこから南東に戻り、王立造船所のあるガンメルホルムで海岸に接する。しかし、デンマーク王は東側の古い城壁を放棄し、城壁を真っすぐ北に拡張して聖アンネの要塞に接続し、城塞都市の面積を拡げることを画策していた。1640年代半ば、フレデリク3世がクリスティアン4世から王位を継承した後、ようやくこの計画は完成した。

### 新たな城塞

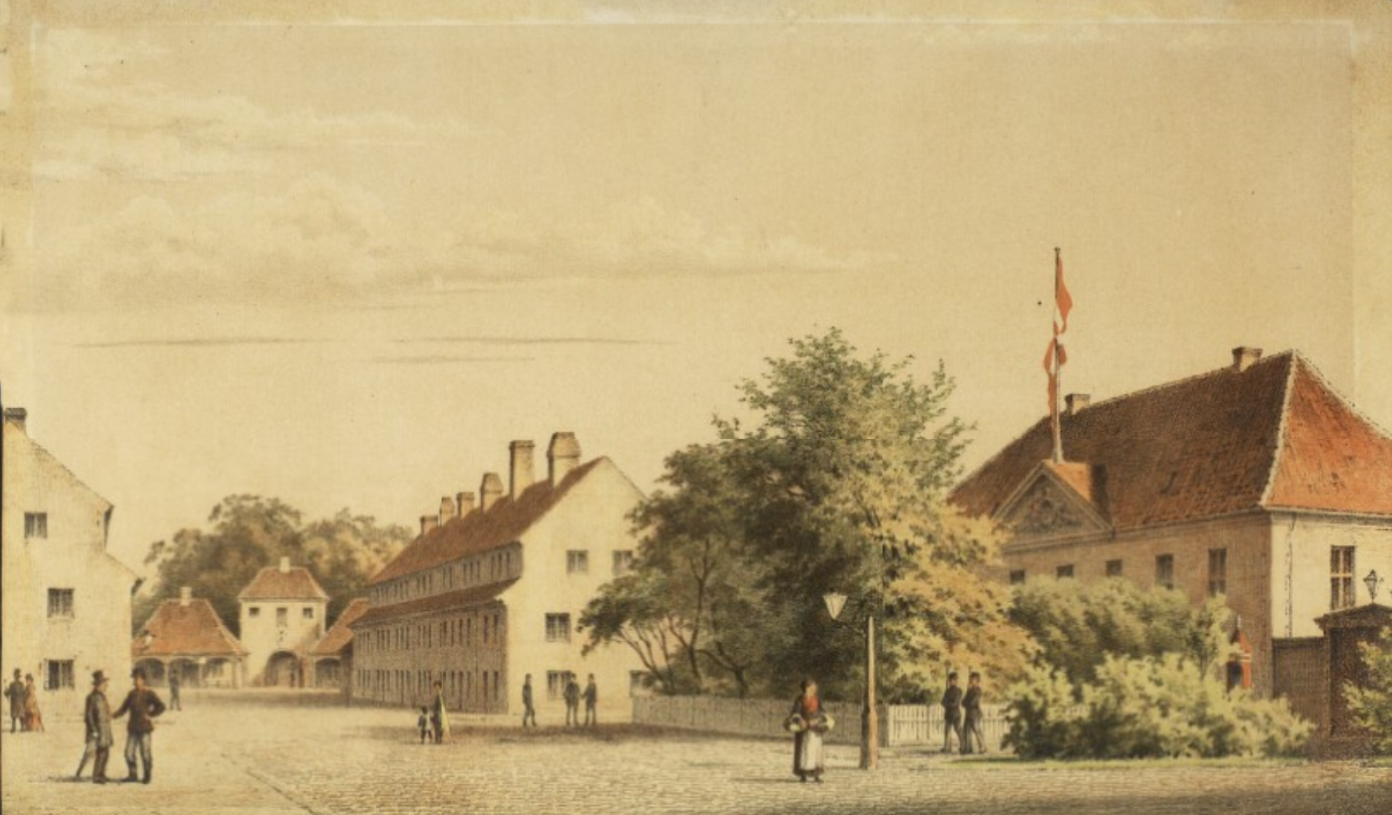
城塞の中央通り。右手には司令官の家がある

スウェーデンによるコペンハーゲン包囲（1658 - 1660）の後、オランダ王国の技師ヘンリク・ルースが招かれ、再建と拡張工事が行われた。この城塞はフレデリク港の城塞（Citadellet Frederikshavn）と名づけられたが、カステレット（「城塞」の意）としてよく知られている。
1807年のコペンハーゲンの戦いでは、イギリスからコペンハーゲンを防衛する役割を担った。
デンマーク黄金時代の代表的な画家であるクリステン・ケプケはカステレットの出身であり、この地を描いた作品を多く残している。
1940年4月9日、デンマークの戦いにおいて、付近の港に上陸したドイツ軍は、抵抗にあうこともなくこの城塞を占領した。
カステレットは1988年から1999年にかけて、A.P.モラー夫妻の一般基金によって修復された。

## 構成

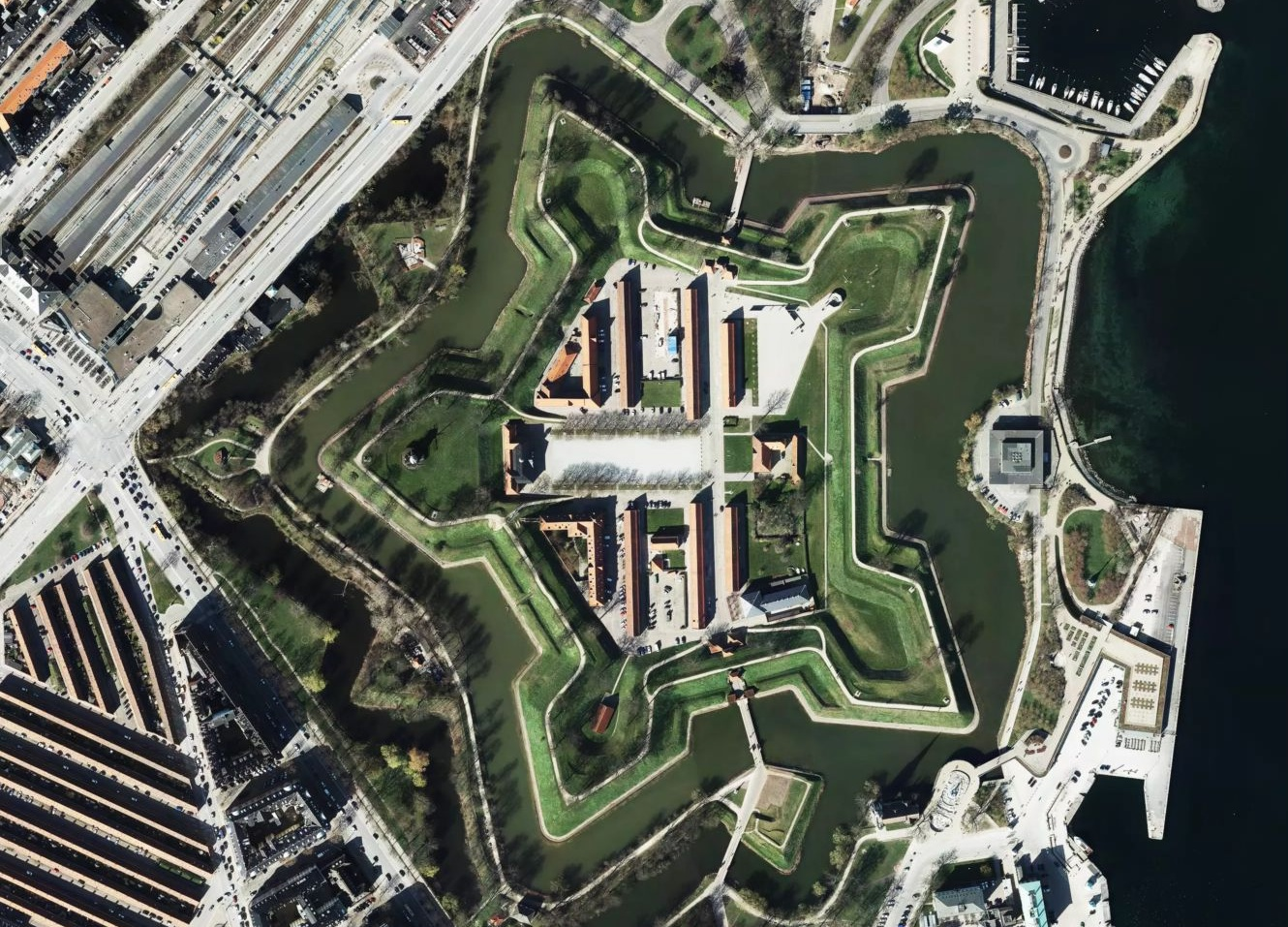
2014年の航空写真

### ゲート

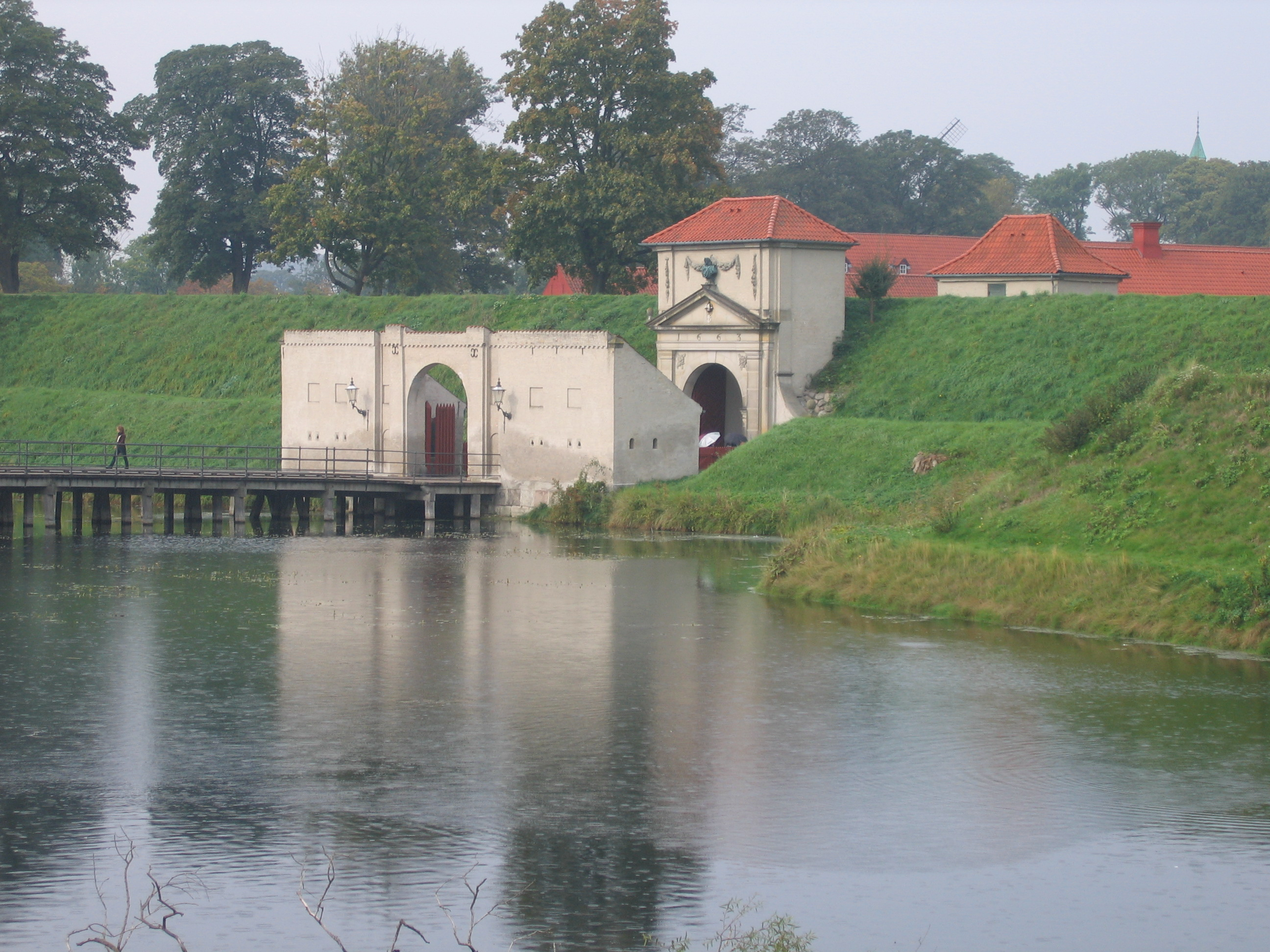
キングスゲートの外観

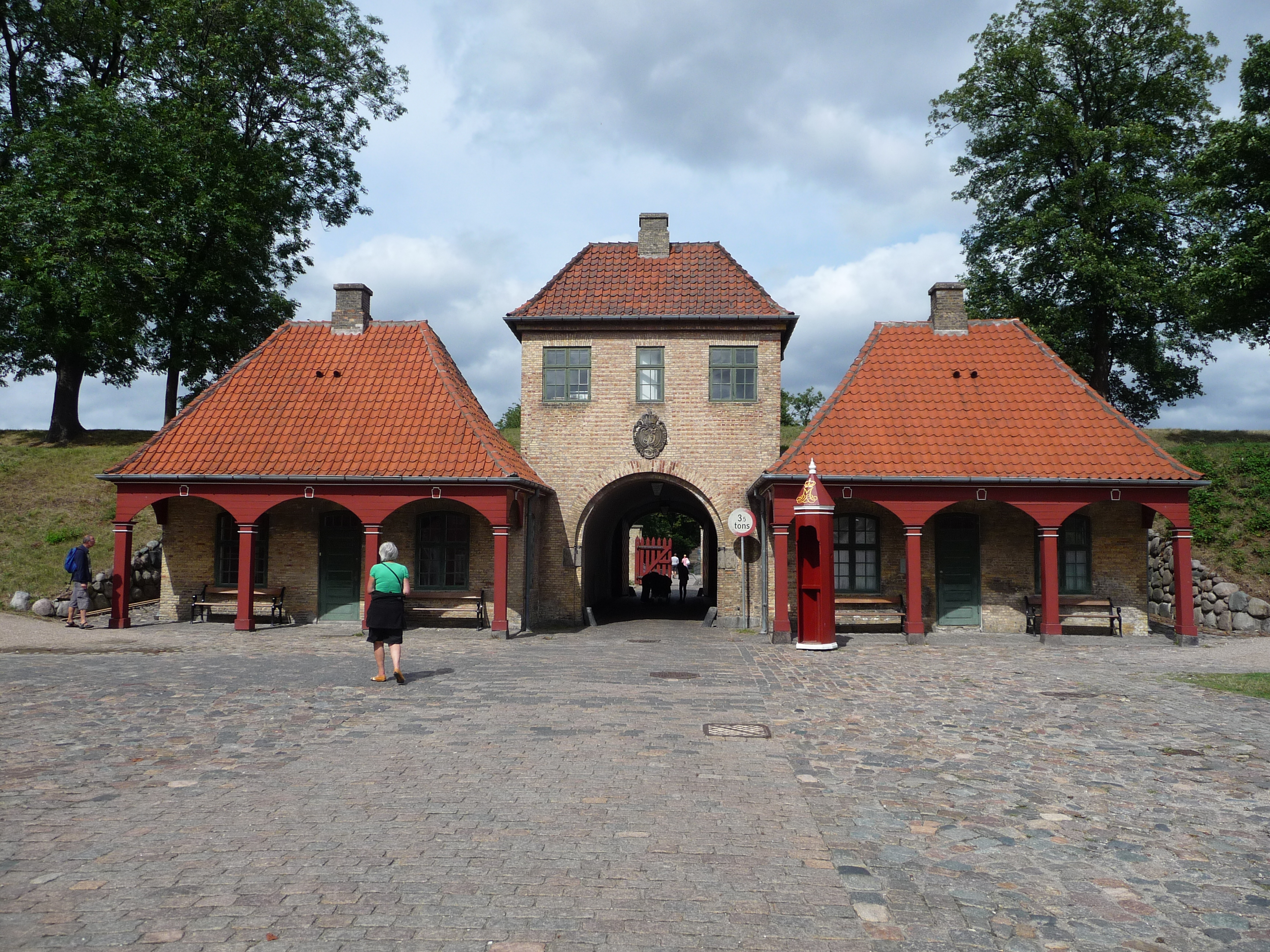
ノルウェーゲートの内側

城塞には、街に面した南側のキングスゲート、北側のノルウェーゲートがあり、どちらも1663年に造られた原型の一部である。それらはバロック建築であり、内側には警備隊舎が並んでいる。キングスゲートは花輪や付柱で装飾され、フレデリク3世の胸像が設置されている。ゲート内部の正面にある時計と2つの鐘はかつてコンゲンス・ニュートー広場の中央警備隊舎に備えられていたもので、1874年、中央警備隊の城塞への移動に伴って設置された。ゲートの前にはいわゆるカポニエが2本あり、そこから射撃部隊が攻撃することができた。ノルウェーゲートは、かつて郊外の田園地帯に面していたため、より簡素なデザインで造られている。こちらのゲートのカポニエは、19世紀後半に取り壊されている。

### 堡塁
5つある堡塁は以下の名で呼ばれている。
王の堡塁（Kongens Bastion）、女王の堡塁（Dronningens Bastion）、伯爵の堡塁（Grevens Bastion）、王女の堡塁（Prinsessens Bastion）、王子の堡塁（Prinsens Bastion）。

### 鍛冶屋の列
鍛冶屋の列（Smedelinien）は内堀と外堀を隔てるアウトワークで、街の南部と南西部に位置している。4つのラヴリンと3つのカウンターガードからなり、長く低い造成で繋がっていた。フィンのラヴリンにはその名を冠した鍛冶炉のひとつが保存されており、現在では公園の管理者が使用している。1709年、ファルスターのカウンターガードに別の鍛冶炉が造られた。1888年に再建され、現在は軍人の住居となっている。コペンハーゲン自由港区の建設に伴って、鍛冶屋の列の北側の一部は掘り起こされたが、残りは1918年にコペンハーゲンの所有となり、現在は公園となっている。

## 建築

### 司令官の家

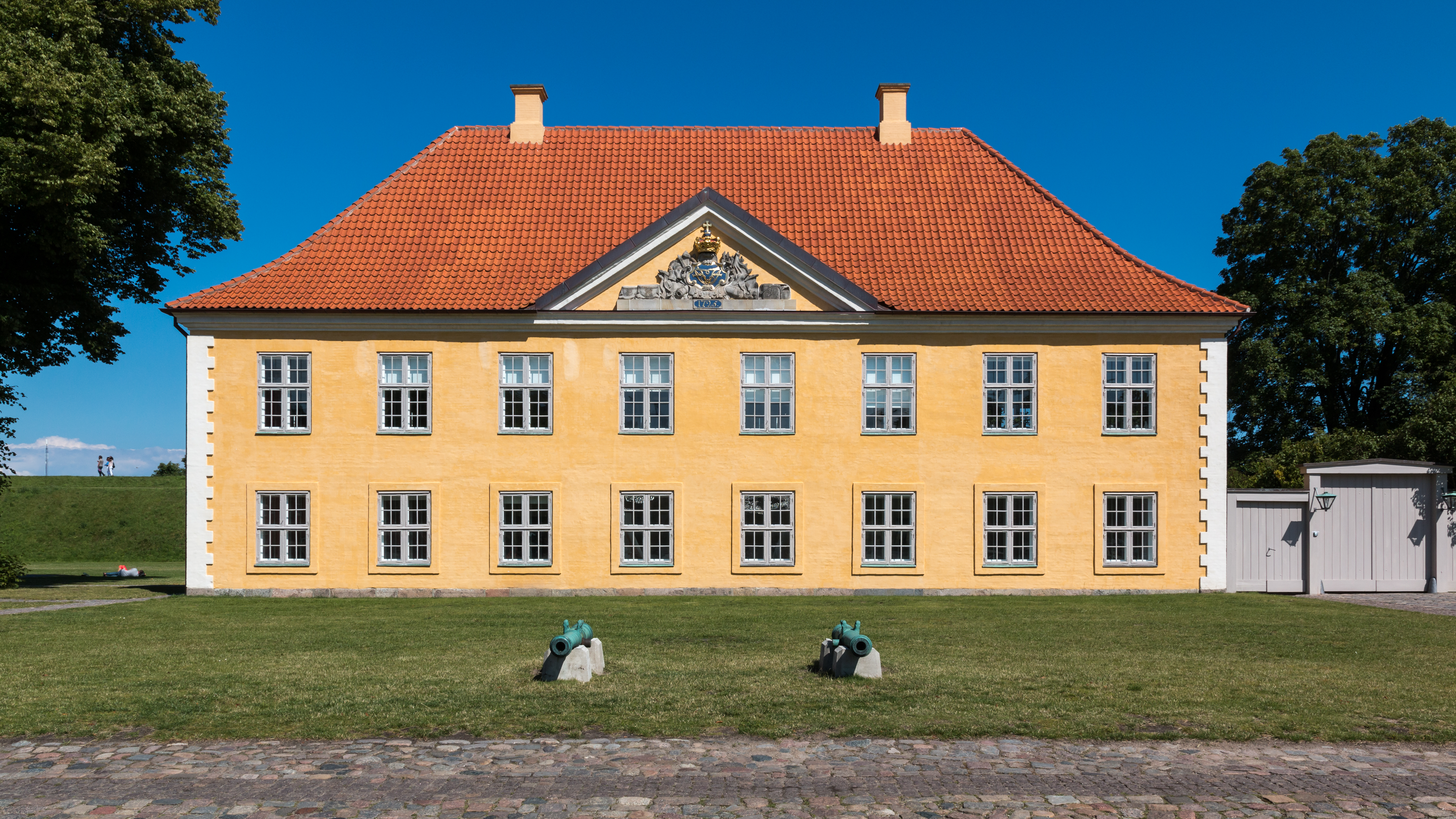
司令官の家

司令官の家（Kommandantboligen）は、カステレットの司令官の住居として使われていた。1725年、建築家でマスター・ビルダーでもあったエリアス・ダヴィッド・ハウザーによって建てられたバロック建築である。白い細かい装飾が施された黄色い組積造で建てられ、赤い瓦屋根の2階建てである。三角形のペディメントにはレリーフが施され、王冠の下にはクリスティアン7世のモノグラムが刻まれている。2008年まで国防大臣公邸として使われた。

### 列舎

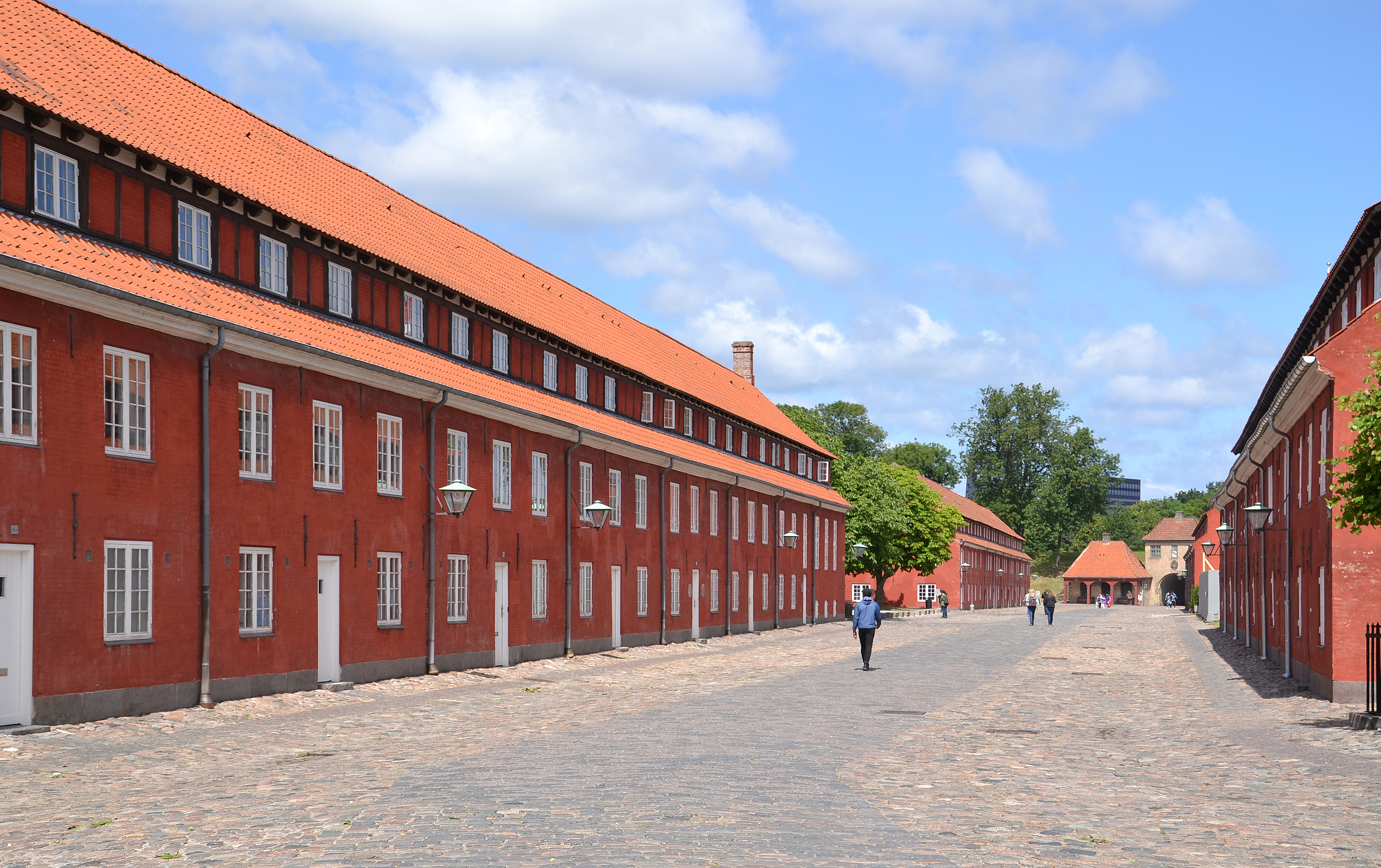
列舎

列舎（Stokkene）は2階建てのテラスハウスが6つ連なったもので、元は城塞の兵舎としてヘンリク・ルースによって建てられた。4メートル四方の寮には、3段ベッドが2つ、小さなテーブル、長椅子が2つ備えられている。やがて、それらは個別の名前で呼ばれるようになった。司令官の家ができるまで司令官が仮住まいしていた「ジェネラル・ストック」、砲兵隊の住居であった「アーティレリー・ストック」の他、「スター・ストック」、「エレファント・ストック」、「スワン・ストック」、「フォルトゥナ・ストック」である。マンサード屋根は当初の設計にはなく、1768年の改築時に造られたものである。元々の屋根は、現在では王子の堡塁から見たアーティレリー・ストックの端にのみ残っている。

### 南と北の倉庫

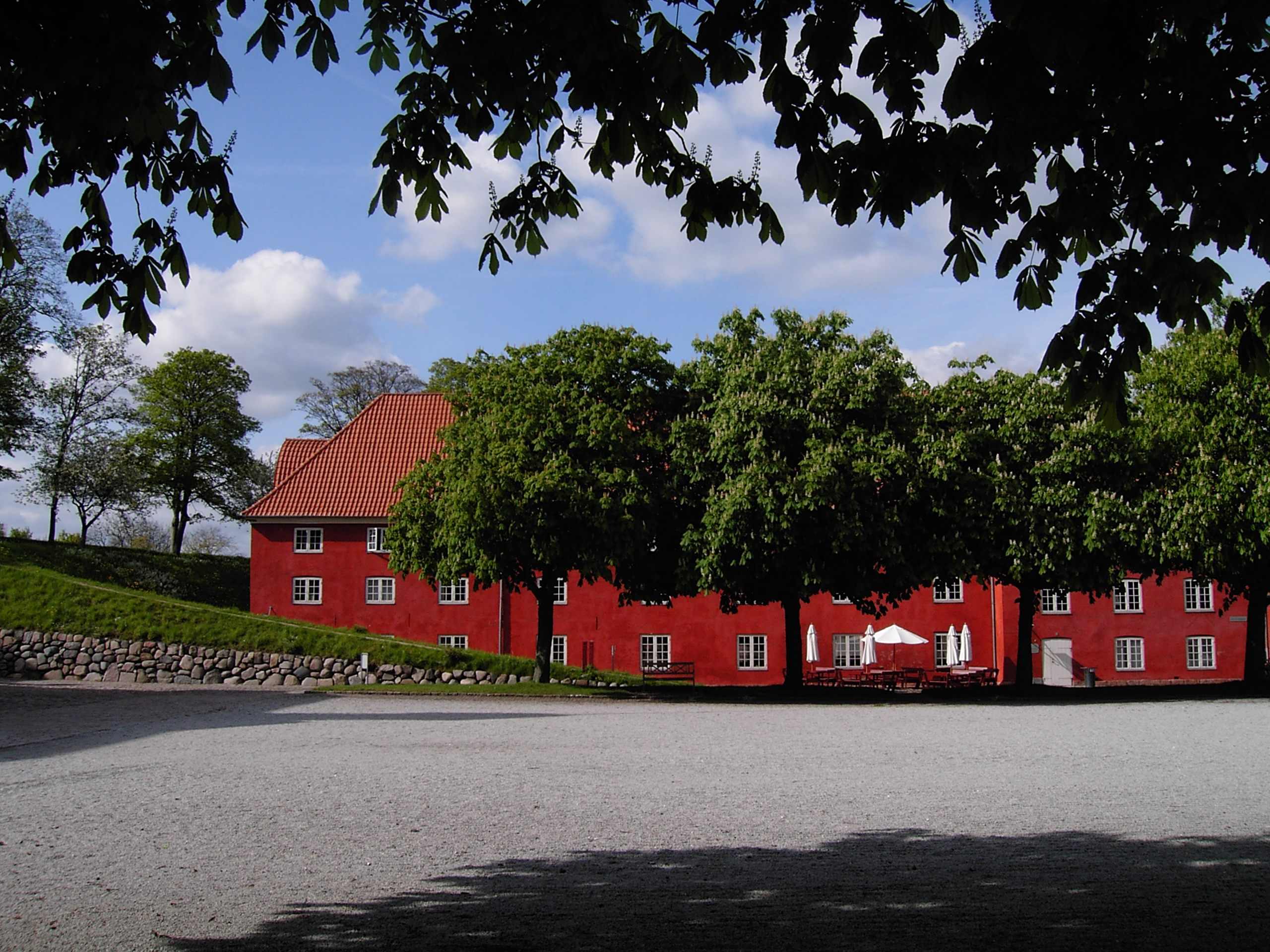
倉庫のひとつ

2つの倉庫もこの城塞が造られた当時からのものである。籠城戦に必要なあるゆる物資を貯蔵し、満杯であれば1,800人の駐屯部隊、その他の人員、またその家族を4年間養うことが可能であった。南の倉庫は兵器庫として、北の倉庫は穀倉として使われていた。

### 火薬庫

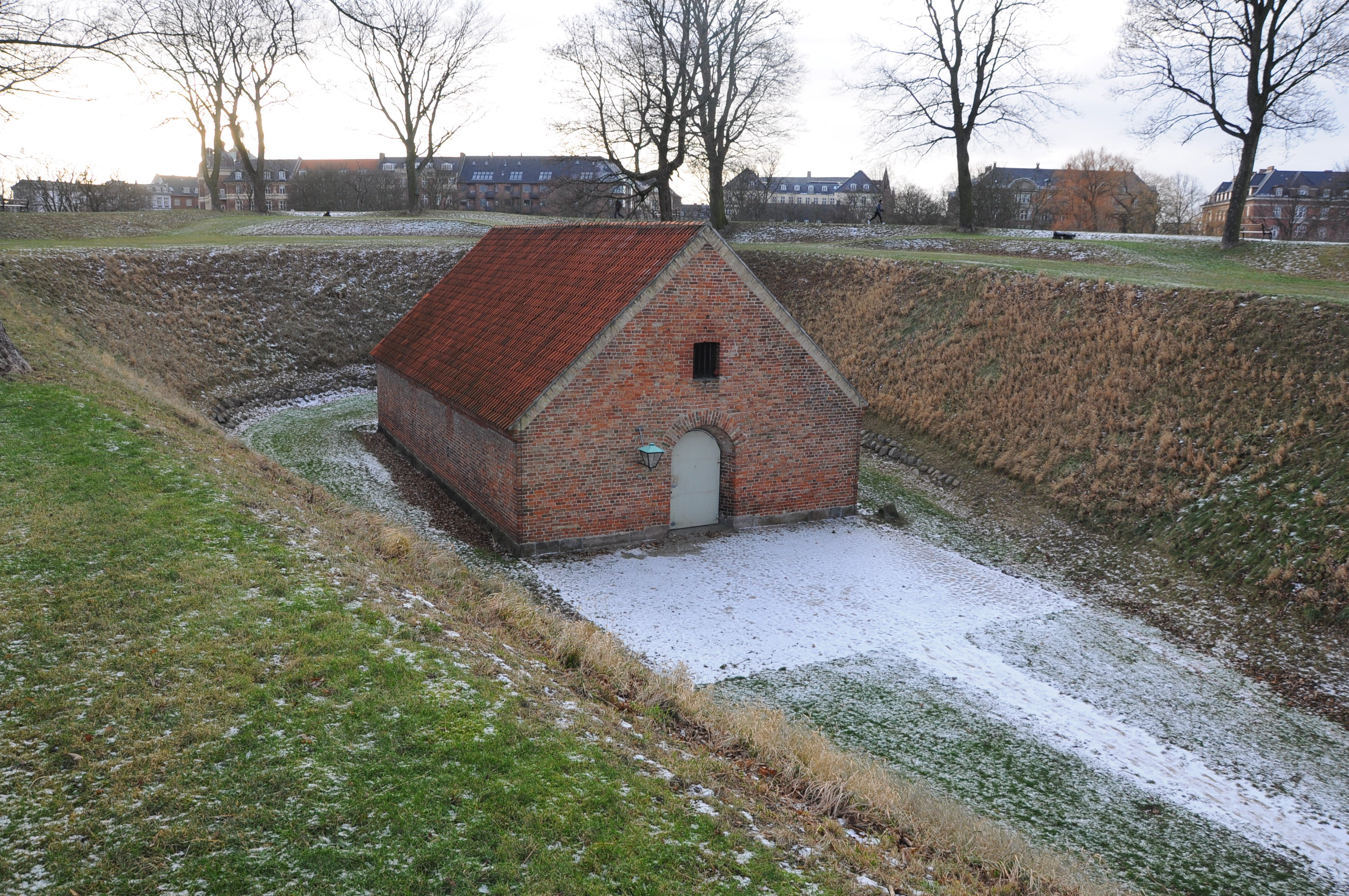
女王の堡塁にある火薬庫

王女の堡塁にある火薬庫は黒色火薬の貯蔵に使われており、1712年にドメニコ・ペリによって建てられた2棟のうち、唯一現存しているものである。もう1棟の火薬庫は伯爵の堡塁にあった。爆発が起きてしまっても周囲への被害が最小限で済むように、重厚な壁と、一部が吹き抜けの天井で設計されている。1779年に伯爵の堡塁の火薬庫が爆発し、ナイボーダー地区からブレドゲーデにまで被害が発生したため、火薬を貯蔵しておくのは危険と判断され、火薬庫は牢屋として使われるようになった。

### 教会

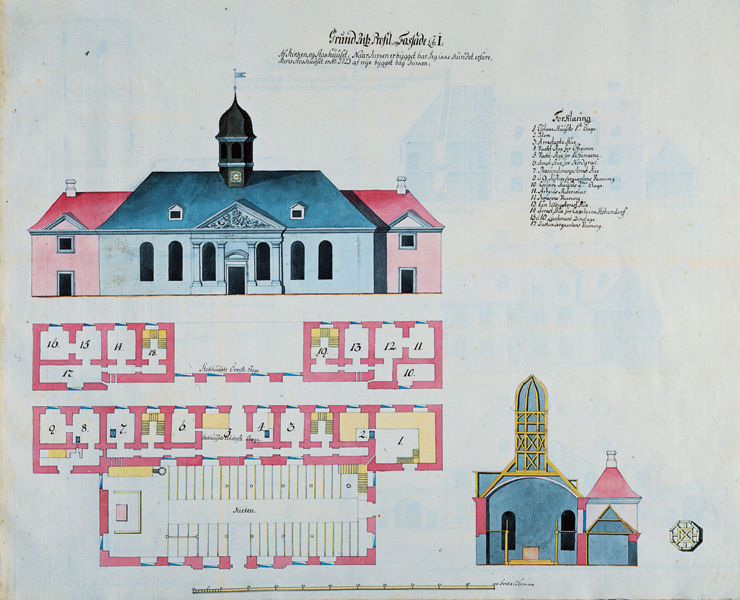
カステルスキルケン教会と隣接する刑務所

カステルスキルケン（城塞教会）は、フレデリク4世の統治時代、1703年から翌年にかけて建てられた重厚なバロック建築である。

### 刑務所

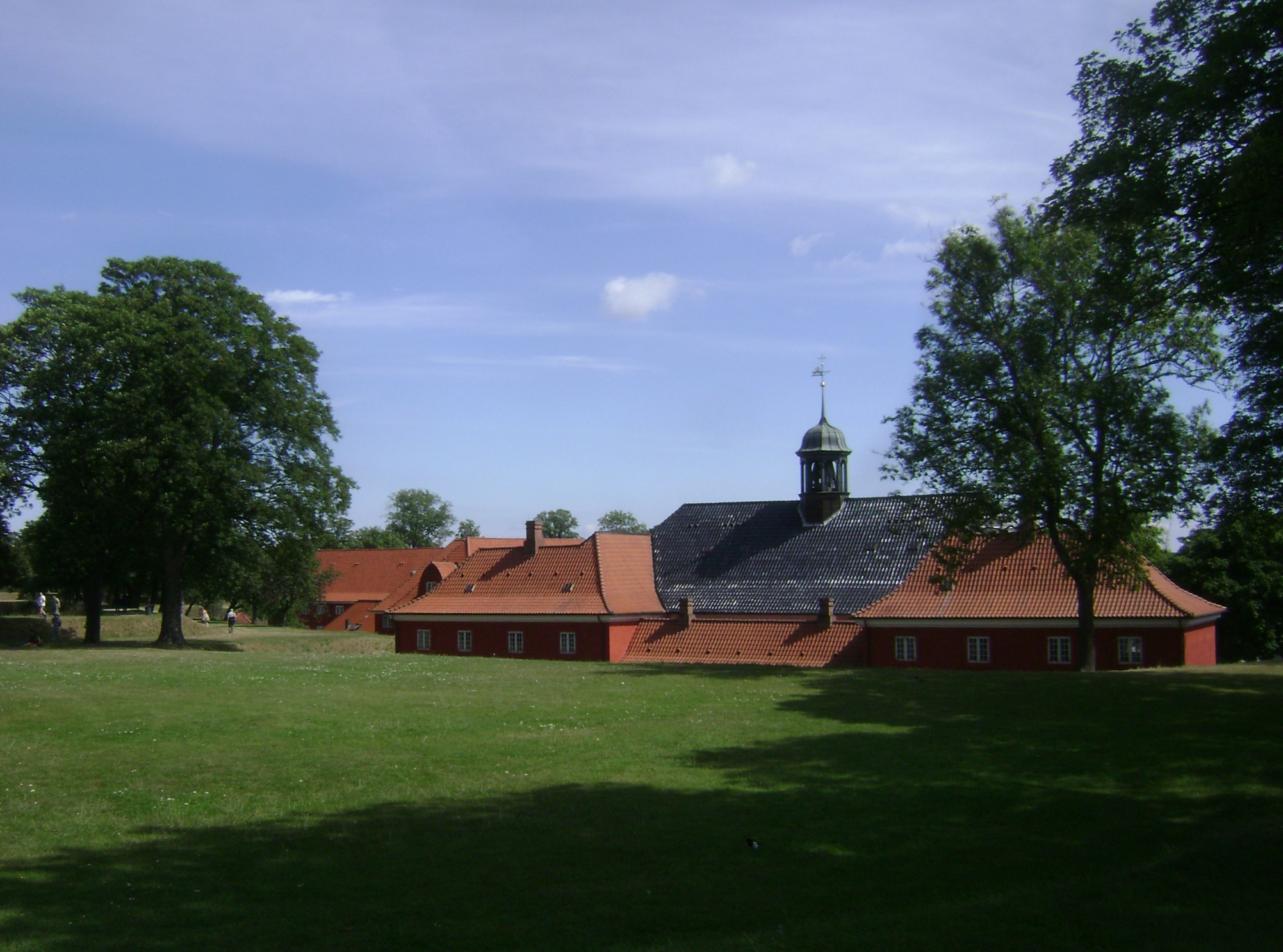
教会の裏手にある複数の刑務所施設

1725年、教会の裏側に刑務所が建てられた。教会との間の壁には穴が開けられ、囚人たちも監房から礼拝に参加できるようになっていた。
ヨハン・フリードリヒ・ストルーエンセはこの刑務所で処刑を待っていた。最も長い期間この刑務所に収監されていたのは、イギリスの探検家で海賊でもあったジョン・ノークロスであった。ノークロスは32年間をカステレットの刑務所で過ごし、そのうち16年は木の檻の中であった。

### 風車

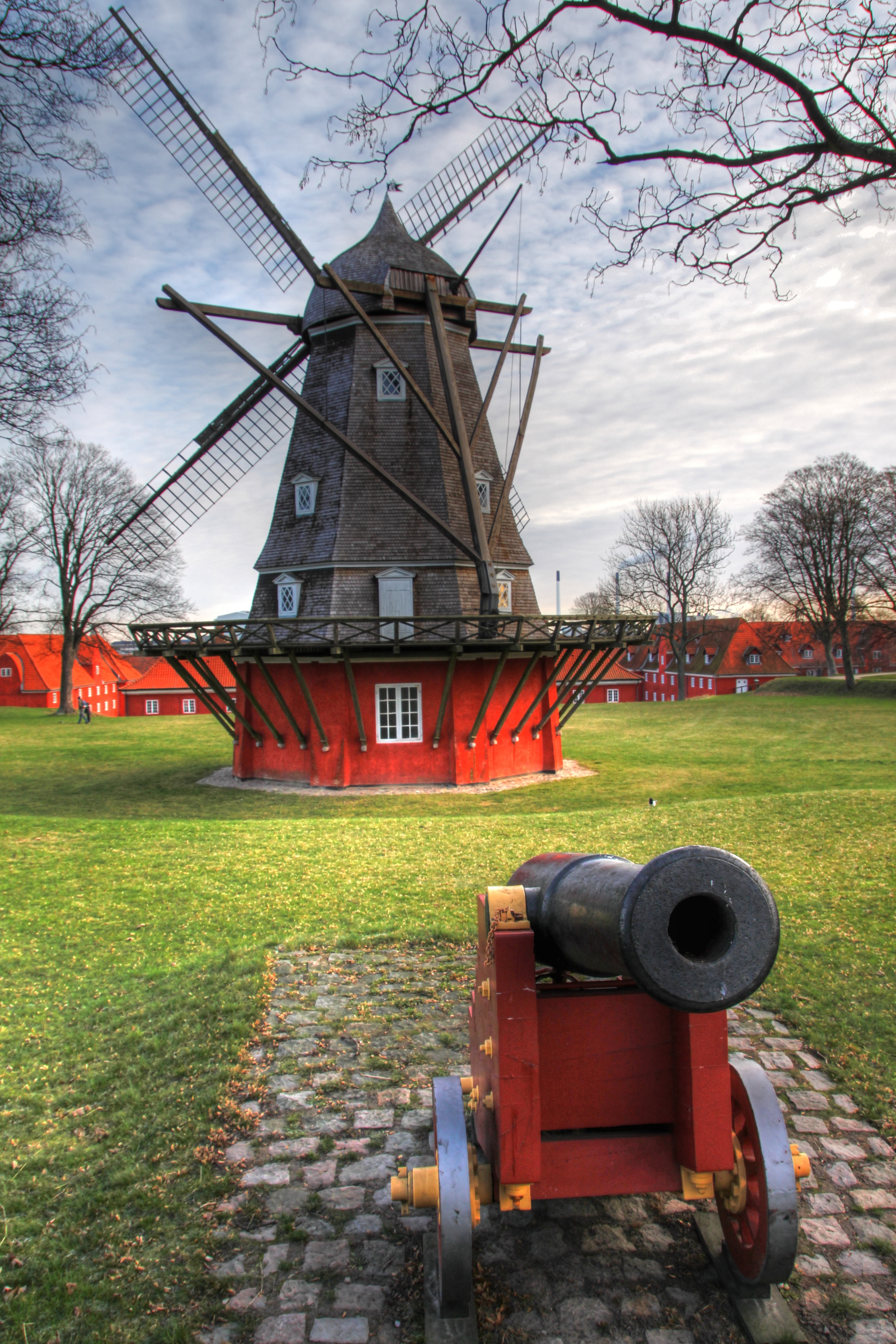
カステレットの風車

南西部の角にある王の堡塁には、風車がある。1718年に建てられたものが嵐によって損傷し、1847年に建て替えられた。元々あったものはポストミルで、現存するものはオランダ型である。
城塞都市は包囲されたときに備えて小麦粉や穀物類を蓄えておく必要があるため、堡塁には多くの風車が建設された。1800年の時点で、コペンハーゲンの塁壁には全部で16の風車が建てられていた。カステレットのものは現在も稼働している最後の風車であり、クリスティアンズハウンにあるリール・ムレは1915年に個人の住宅に改装され、現在は歴史博物館として残されている。
デンマーク王クリスティアン9世の娘であるマリア・フョードロヴナ（ロシア皇后）は、カステレットの製粉所からライ麦粉を調達していた。軍のパン工場からサンクトペテルブルクの宮廷に出荷され、アニチコフ宮殿で毎朝ビール粥が食べられていた。

### 中央警備隊舎
キングスゲートを入ってすぐのところにある中央警備隊舎は1873年から翌年にかけて建てられ、牢屋が併設されていた。誰によって建てられたのかは明らかでない。1724年から中央警備隊が駐屯していたコンゲンス・ニュートー広場の隊舎に代わるものである。

## 現況

### 軍事利用
城塞は現在も国防省が管轄する現役の軍用地域である。この地域の軍用施設には、デンマーク郷土防衛隊、デンマーク国防情報局、軍事検察庁、王立城塞図書館などがある。

### 一般利用
この地域には軍隊が常駐しているものの、現在の城塞は平和で安全な地域であり、開放された公園であるとともに文化的・歴史的モニュメントとしても機能している。ランゲリニー、人魚姫の像、ゲフィオンの泉からほど近い位置にある。晴れた日には散歩コースとして人気で、敷地内にはユリカモメ、ポメラニアン・ダック、セグロカモメ、アオサギ、コブハクチョウなどの動物や鳥がみられ、子どもにもとても人気がある。小さな美術館も2つあるが、開いている時間は限られている。
第二次世界大戦時にナチス・ドイツからデンマークを解放したイギリスへの感謝としてウィンストン・チャーチルの像が設置されており、チャーチル公園とも呼ばれる。

## 催し物
毎日12時に中央警備隊舎で衛兵の交代式典が行われる。夏の間は、14時から演習場で軍の音楽隊による演奏が行われている。カステルスキルケン（城塞教会）では、コンサートも頻繁に開催されている。
カステレットの「誕生日」である10月28日には、毎年恒例のコンサートが開催され、風車の羽も装飾される。デンマークの祝日である祈りの日（Store Bededag）には塁壁を散歩するのが習慣となっており、音楽でも祝われる。

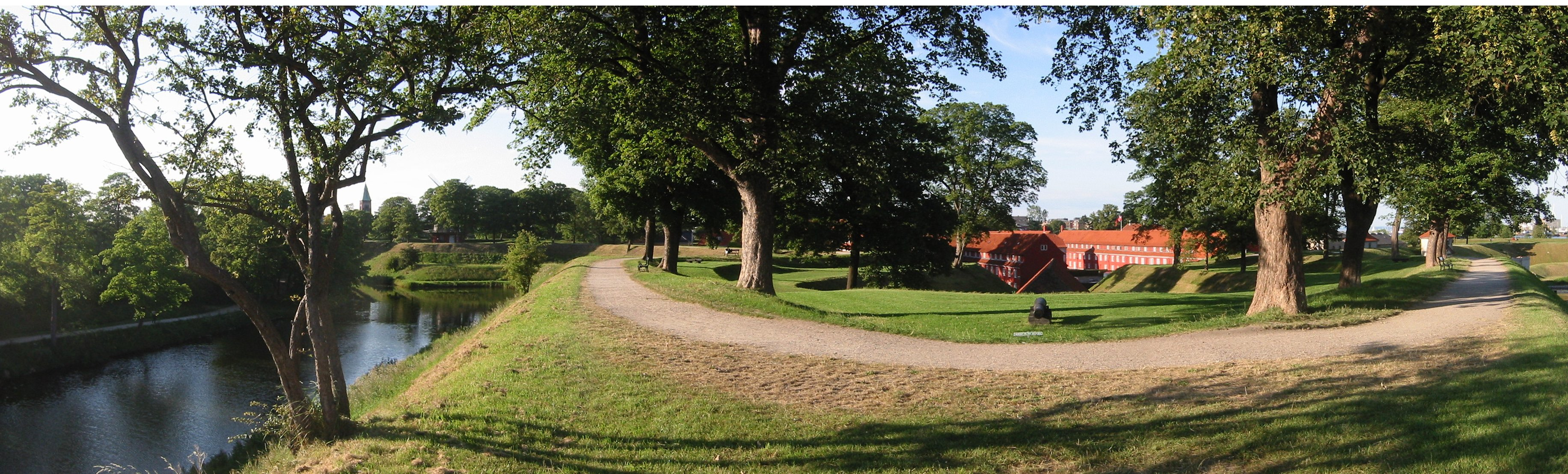
カステレットのパノラマ写真